# 名譽殺人
名譽殺人、荣誉谋杀，是指家族、部族或社群成员为了維护自己所認為的尊嚴或家族名譽、清理门户而进行谋杀。名譽殺人往往與宗教、種姓等其他形式的階級社會分層，或是與性有關。被謀殺的人往往比兇手更自由，而不是真正的“不光彩”。在大多數情況下名譽殺人都會涉及男性家庭成員謀殺婦女或女孩，因為肇事者認為受害者對家族名譽或聲望造成了羞辱。名譽殺人一般被認為起源於部落習俗。它在世界的不同地方皆普遍存在，當中包括一些國家內的移民社區，因為此類社區的社會規範較薄弱。名譽殺人通常與農村和部落地區扯上關係，但其實也有發生在城市地區。
儘管受到國際公約和人權組織的譴責，但名譽殺人往往受到某些社區的鼓勵及被認為是正當的。在受害人是外來者的情況下，名譽殺人支持者認為不謀殺此人會（在某些地區）導致家庭成員被指責為懦弱、道德缺陷，並在他們的社區中受到道德上的污名。在受害人是家庭成員的情況下，謀殺源於加害者認為受害者給整個家庭帶來了羞辱或恥辱，這可能會因違反社區的道德規範而導致社會排斥。典型的原因包括與家庭以外的社會團體建立關係或有關聯，從而導致家庭被社會排斥（關聯污名化）。例如婚前、婚外或婚後性行為（在離婚或喪偶的情況下）、拒絕被指定的婚姻、尋求離婚或分居、跨宗教或跨種姓的關係、性犯罪受害者、穿著與性偏差有關的服裝、珠寶和配飾，投入到被道德障礙或禁止的婚姻，以及同性戀。聯合國人口基金會估计，每年在世界各地发生的名譽殺人事件可能高达5,000件。
儘管男性和女性都可以是名譽殺人的受害者或加害者，但在許多社區中，對於男性和女性所採用的道德標準並不一致，當中對女性貞操通常有更嚴格的標準。在許多家庭中，榮譽動機時常被男性作為限制女性權利的藉口。

## 定义
人权观察组织对“名誉谋杀”的定义如下：
名誉谋杀是男性家庭成员认为家庭女性成员犯下的错误，给男性家庭带来了耻辱，而通过复仇行为，消除这种耻辱，这种谋杀通常导致死亡。引发名誉谋杀有各种原因：拒绝包办婚姻、性侵犯的受害者、受到丈夫虐待、丧夫甚至（据称）犯有通奸罪。仅仅是认为一个女人表现的方式“羞辱”她的家人就足以引发夺取她的生命。
男性也可以是名譽殺人的受害者，比如家庭成員認為他與女性有不恰當的關係，或是牽涉到同性戀。

## 各地例子
古代時期的華人社會也有荣誉谋杀的行為，稱為祭家法、洗門風。梁家麟在《剪影中國人》一書中，就記述了在傳統社會下，一個家庭為得到貞節牌坊，光大門楣，逼女兒殉夫的殘忍故事。在古代时期的意大利也有类似的行为，在日本二戰期間，日軍讓上百人在自裁崖身亡。
現今的名譽殺人則多分布在保守的部落地区，在部分伊斯兰国家也存在荣誉谋杀的案例，也有部分伊斯兰学者对荣誉谋杀进行过谴责；另外，印度、巴基斯坦、阿富汗，二十世紀初美國南部等保守地区，意大利黑手党亦有名譽殺人的传统。由於人口外移到西方國家，也把這種行为帶到當地，引起了很大的爭議。在部分地區，存有經過當地部族會議所允許的名譽殺人，兇嫌及共犯會被部族成員包庇而造成調查上的困難。不過現今絕大多數的國家都將名譽殺人視為犯罪。
此外巴基斯坦女明星坎德尔·巴洛奇即因在社交媒体上发布自己的“性感照片”被亲兄长以荣誉谋杀之名杀害。
亦曾有以此為題的電影作品（如《河中女孩：寬恕的代價》）

### 引用
1. . United Nations.   [28 June 2017]. （原始内容存档于6 August 2017）.
2. ↑  .   [23 May 2021]. （原始内容存档于12 April 2021）.
3. ↑  .   [23 May 2021]. （原始内容存档于4 December 2019）.
4. ↑  Oberwittler, Dietrich; Kasselt, Julia. . Gartner, Rosemary; McCarthy, Bill  (编). . 2014. ISBN 978-0-19-983870-7. doi:10.1093/oxfordhb/9780199838707.013.0033.
5. 1 2   (PDF).   [23 May 2021]. （原始内容存档 (PDF)于26 October 2021）.
6. ↑  .   [21 December 2019]. （原始内容存档于21 September 2013）.
7. ↑   (PDF).   [23 May 2021]. （原始内容存档 (PDF)于3 June 2021）.
8. ↑  . 22 December 2016  [23 May 2021]. （原始内容存档于23 May 2021）.
9. ↑  . The Times of India.   [23 May 2021]. （原始内容存档于23 May 2021）.
10. ↑  . BBC. 1 January 1970  [23 December 2013].
11. ↑  . merriam-webster.com. 31 August 2012  [23 December 2013]. （原始内容存档于22 December 2013）.
12. ↑  . dictionary.reference.com.   [23 December 2013].
13. ↑  . CNN.   [16 August 2013]. （原始内容存档于29 September 2013）.
14. ↑  . CNN. 23 February 2011  [16 August 2013]. （原始内容存档于29 September 2013）.
15. ↑  . BBC News. 29 May 2014  [20 June 2018]. （原始内容存档于23 June 2018）.
16. ↑  Team, Delhi City. . The Hindu. 12 February 2018  [11 June 2021]. （原始内容存档于11 June 2021）.
17. ↑  . 聯合國人口基金會.   [2007-08-15]. （原始内容存档于2014-10-10）.
18. ↑  .   [2007-09-01]. （原始内容存档于2007-08-07）.
19. ↑  . Human Rights Watch.   [6 April 2001]. （原始内容存档于28 October 2004）.
20. ↑  Razzall, Katie; Khan, Yasminara. . 11 April 2017  [28 January 2019]. （原始内容存档于28 January 2019） （英国英语）.
21. ↑  Afghan couple stoned to death – Central & South Asia 的存檔，存档日期4 November 2011.. Al Jazeera English (16 August 2010). Retrieved 1 October 2011.
22. ↑  .   [2012-08-21]. （原始内容存档于2020-08-08）.
23. ↑  http://www.dw-world.de/dw/article/0,2144,2758535,00.html
24. ↑  . dunyanews.tv. 2008-02-14  [2024-09-29] （英语）.

书籍
- 梁家麟. . 香港: 突破出版社.